# Blechnum laxiflorum
Blechnum laxiflorum là một loài dương xỉ trong họ Blechnaceae. Loài này được Juss. acc. to Lindau in Urb. mô tả khoa học đầu tiên..
Danh pháp khoa học của loài này chưa được làm sáng tỏ. 